# Le vkup uboga gmajna
Le vkup, uboga gmajna, známá také jako Puntarska, je slovinská revoluční píseň, kterou v roce 1936 napsal Mile Klopčič. Píseň pojednává o velkém slovinském selském povstání, které se odehrálo v roce 1515.
Melodie je převzata z německé písně z 20. let 20. století Wir sind des Geyers schwarzer Haufen, věnované německému selskému povstání z roku 1524 a vůdci povstání Florianu Geyerovi. Melodii složil v roce 1919 německý nacistický skladatel Fritz Sotke (1902–1970). Během druhé světové války byla německá verze této písně neoficiální hymnou 8. tankové divize SS Floriana Geyera.
Píseň byla nazpívána také v srbochorvatštině pod názvem Seljačka či pod názvem Mi smo Gupca muške čete.
Ve 21. století je Puntarska stále často považována za národní a historickou píseň.

## Vznik

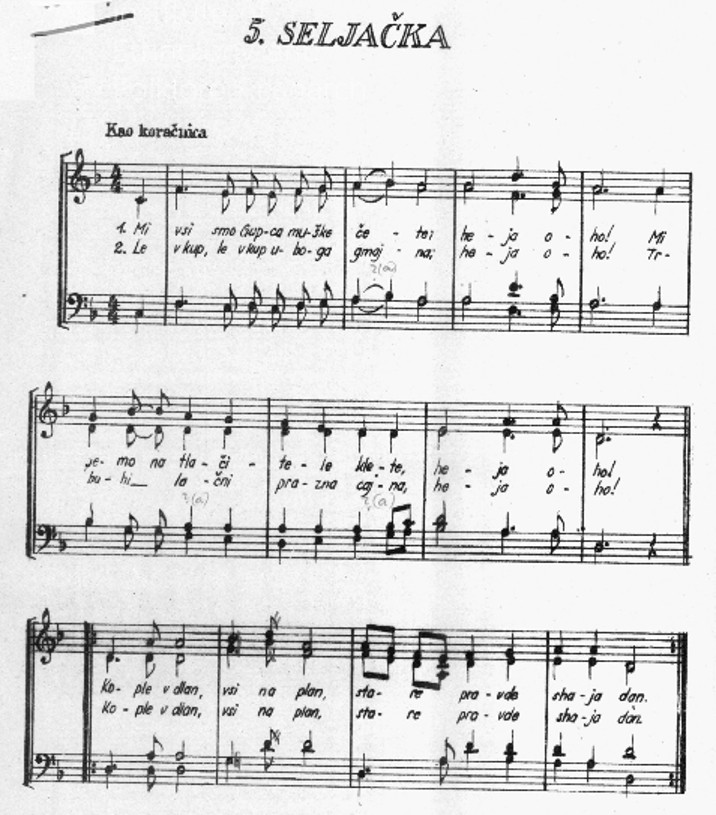
Selská píseň známá pod názvem Mi smo Gupca muške čete.

„Le vkup, le vkup uboga gmajna!“ a „Stara pravda!“ skandovali slovinští rolníci při vzpourách proti svému feudálovi na počátku 16. století. Tyto dva historické ornáty se staly základem básně „Puntarska“ básníka Mileta Klopčiče, kterou napsal v roce 1936 pro drama Bratka Krefta „Velika puntarija“.
Píseň převzali i komunisté, neboť její text popisuje vzpouru proti bohaté vrchnosti. Z tohoto důvodu je píseň do 21. století stále často zpívána partyzánskými sbory ve Slovinsku.
Slovo „gmajna“ pochází z německého slova „gemein“, což znamená „obecný“ či „všeobecný“, a používalo se pro označení příslušníka prostého lidu, často s negativní konotací.

## Slovinský text

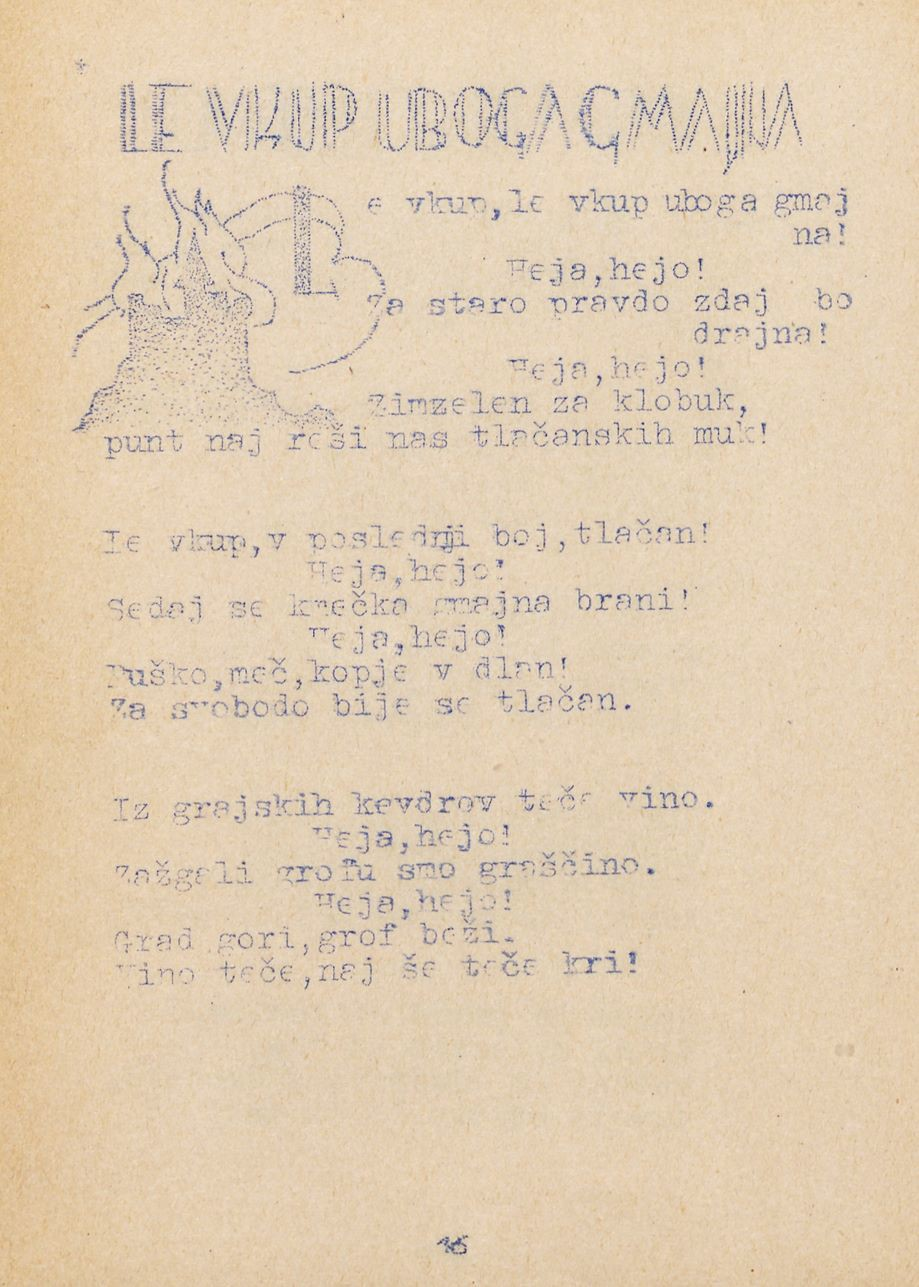
Le vkup uboga gmajna z partyzánského zpěvníku vydaného v roce 1944.

Le vkup, le vkup, uboga gmajna,

heja, hejo! (4x)

Za staro pravdo zdaj bo drajna,

heja, hejo! (3x)

Zimzelen (2x) za klobuk! (2x)

Punt naj reši nas tlačanskih muk.

Le vkup, v poslednji boj, tlačani,

heja, hejo! (4x)

Sedaj se kmečka gmajna brani,

heja, hejo! (3x)

Puško, meč, (2x) kopje v dlan! (2x)

Bije za svobodo se tlačan!

Iz grajskih kevdrov teče vino,

heja, hejo! (4x)

Zažgali grofu smo graščino,

heja, hejo! (3x)

Grad gori, (2x) grof beži, (2x)

vino teče naj, če teče kri!